# Yllenus flavociliatus
Yllenus flavociliatus là một loài nhện trong họ Salticidae.
Loài này thuộc chi Yllenus. Yllenus flavociliatus được Eugène Simon miêu tả năm 1895.